# Châteauneuf-de-Galaure
Châteauneuf-de-Galaure is een gemeente in het Franse departement Drôme (regio Auvergne-Rhône-Alpes), gelegen aan de Galaure. De plaats maakt deel uit van het arrondissement Valence. Châteauneuf-de-Galaure telde op 1 januari 2022 1.807 inwoners.

## Geografie
De oppervlakte van Châteauneuf-de-Galaure bedraagt 18,08 vierkante kilometer; de bevolkingsdichtheid is 101 inwoners per km² (per 1 januari 2019).

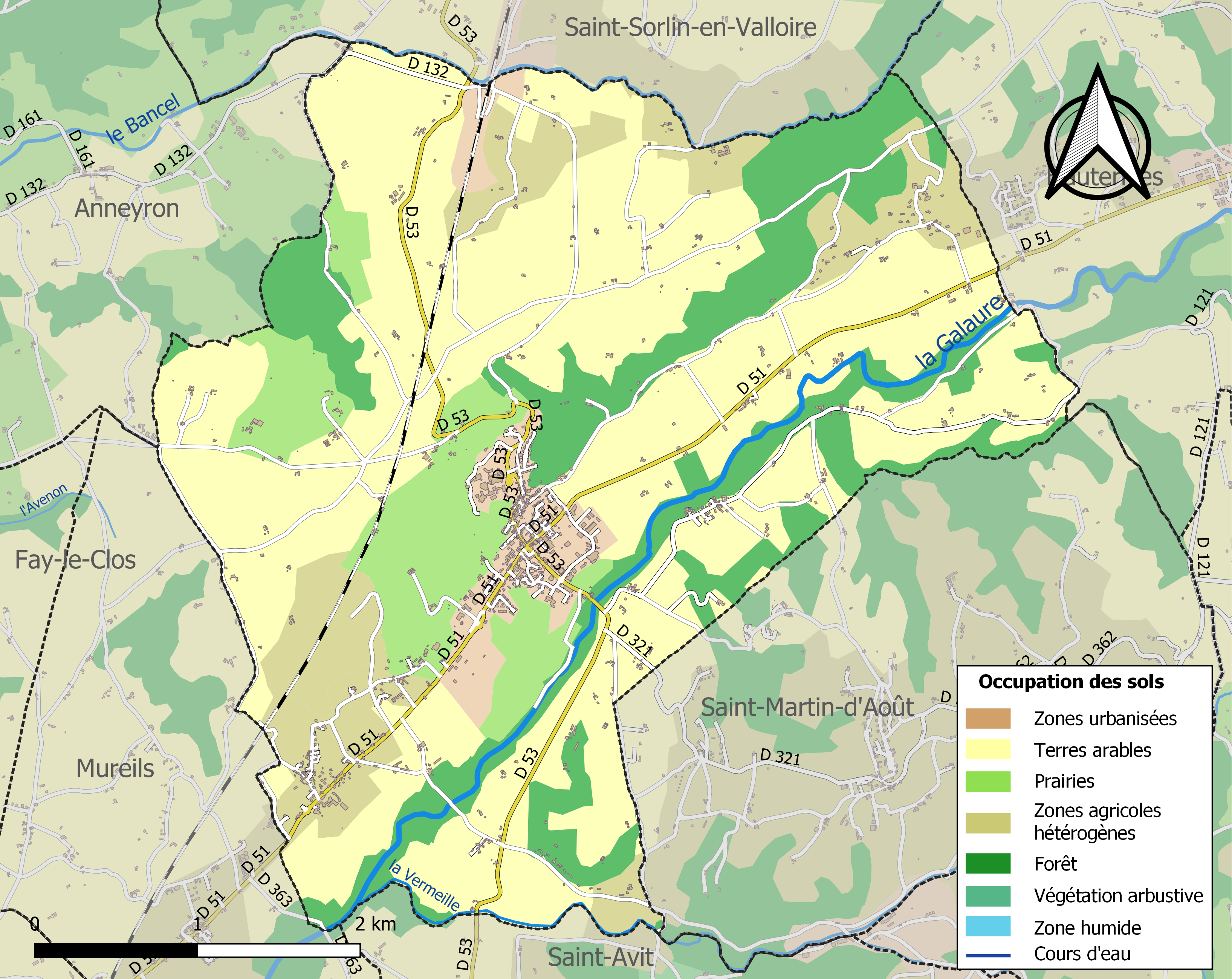
Kaart van de gemeente met belangrijkste infrastructuur, bodemgebruik en omliggende gemeenten

## Demografie
Onderstaande figuur toont het verloop van het inwonertal (bron: INSEE-tellingen).